# Similosodus papuanus
Similosodus papuanus är en skalbaggsart som först beskrevs av Stefan von Breuning 1940.  Similosodus papuanus ingår i släktet Similosodus och familjen långhorningar. Inga underarter finns listade i Catalogue of Life.